# Торано-Кастелло
Торано-Кастелло (итал. Torano Castello) — коммуна в Италии, располагается в регионе Калабрия, подчиняется административному центру Козенца.
Население составляет 4927 человек, плотность населения составляет 164 чел./км². Занимает площадь 30 км². Почтовый индекс — 87010. Телефонный код — 0984.
Покровителем коммуны почитается священномученик Власий Севастийский, празднование 3 февраля.